# Fascination Street
"Fascination Street" é um single da banda inglesa The Cure, lançado em 18 de abril de 1989 pela gravadora Elektra Records para o seu oitavo álbum de estúdio Disintegration.

## Posição nas paradas musicais
| Parada (1989)                               | Melhor posição |
| ------------------------------------------- | -------------- |
| Estados Unidos Billboard Hot 100            | 46             |
| Estados Unidos Billboard Dance Club Play    | 7              |
| Estados Unidos Billboard Album Rock Tracks  | 24             |
| Estados Unidos Billboard Modern Rock Tracks | 1              |